# Batalha de Sedan (1940)
A Batalha de Sedan, ou Segunda Batalha de Sedan, (entre 12 a 15 de Maio de 1940) foi uma batalha da Segunda Guerra Mundial, combatida durante a Batalha de França. Esta batalha fazia parte do plano da Wehrmacht onde era construída e realizada uma ofensiva de destruição das forças aliadas na Bélgica e no nordeste francês. O Heeresgruppe A atravessou o Rio Mosa com a intenção de capturar Sedan e avançar até ao Canal da Mancha, movimentação que permitiria cercar as forças expedicionárias aliadas.
Sedan situava-se na margem este do Rio Mosa. A sua captura daria aos alemães uma base a partir da qual poderiam capturar várias pontes no rio e atravessa-lo. Acontecendo isto, as divisões alemãs avançariam através do território francês sem qualquer impedimento até ao Canal da Mancha. No dia 12 de Maio, Sedan é capturada sem resistência. No dias seguintes, os alemães derrotariam as defesas francesas à volta de Sedan e na margem ocidental do rio. O sucesso alemão deu-se em grande parte graças à Luftwaffe. Como resultado do bombardeamento alemão e de uma moral baixa, os defensores franceses não conseguiram montar uma defesa coerente. Os alemães capturaram as pontes e as forças da Wehrmacht atravessaram o rio. No dia 14 de Maio, as forças aéreas aliadas, a Força Aérea Real e a Força Aérea Francesa tentaram destruir as pontes e impedir que os alemães atravessassem o rio, contudo a Luftwaffe criou uma barreira aérea e, através de vários combates aéreos, os aliados sofreram pesadas baixas e foram forçados a abandonar o objectivo. A força de bombardeiros aliados sofreu um duro golpe durante esta campanha.
Ao atravessar o rio, os alemães depararam-se com uma imensa porção de território francês sem qualquer tipo de defesa, avançando à vontade até ao Canal da Mancha. Os franceses tentaram lançar mais uma contra-ofensiva contra as pontes, entre 15 e 17 de Maio, porém nenhum resultado foi atingido. Cinco dias depois de capturar as pontes, a 20 de Maio, a Wehrmacht chegou ao Canal da Mancha. A vitória alemã em Sedan foi importante para a vitória final na Batalha de França, pois cercaram os melhores militares e equipamentos aliados. O resto do exercito francês defenderia o país eram tropas pouco treinadas ou reservas, o que levou a uma rápida derrota francesa; conseguindo também expulsar a Força Expedicionária Britânica do continente, a vitória em Sedan foi importantíssima para consolidar o domínio militar alemão no continente europeu.